# 国立青少年教育振興機構
独立行政法人国立青少年教育振興機構（こくりつせいしょうねんきょういくしんこうきこう）は、文部科学省所管の独立行政法人。
青少年教育指導者に対する研修、青少年に対する合宿訓練その他の研修、青少年教育に関する施設及び団体相互間の連絡及び協力の促進、青少年教育に関する団体に対する助成金の交付等を行うことを業務とし、研修のための施設として、国立オリンピック記念青少年総合センター（1ヶ所）、国立青少年交流の家（13ヶ所）、国立青少年自然の家（14ヶ所）を設置し、運営する。
本部は東京都渋谷区代々木神園町の国立オリンピック記念青少年総合センター内。

## 設立の経緯
2006年4月1日、独立行政法人国立オリンピック記念青少年総合センター、独立行政法人国立青年の家、独立行政法人国立少年自然の家の3法人が統合し、設立された。
これを機に、全国13ヶ所の国立青年の家は国立青少年交流の家に、全国14ヶ所の国立少年自然の家は国立青少年自然の家に、それぞれ改称した。

## 各施設の前身
国立オリンピック記念青少年総合センター
オリンピック東京大会の選手村施設を引き継ぐ形で、1965年に特殊法人として設立。その後特殊法人削減施策のため、1980年に文部省に附属した国の組織に移行。2001年、独立行政法人国立オリンピック記念青少年総合センターが設立され、国の組織からは分離した。
国立青年の家
1959年の皇太子（明仁親王）成婚を記念する事業として、翌1960年に国立中央青年の家を設置。以来、1976年までに計13ヶ所の国立青年の家が文部省に附属した国の組織として設けられた。2001年、独立行政法人国立青年の家が設立され、国の組織からは分離した。
国立少年自然の家
1975年の学制百年を記念する事業として、国立少年自然の家をまず高知県室戸市に設置。以来、1991年までに計14ヶ所の国立少年自然の家が文部省に附属した国の組織として設けられた。2001年、独立行政法人国立少年自然の家が設立され、国の組織からは分離した。

## 業務の概要
- 青少年のための合宿訓練用施設を運営し、自ら青少年育成事業を主催するほか、他の青少年教育団体が主催する事業のために施設を貸与する。これらの業務に支障のない範囲で一般利用（採用直後の国家公務員合同初任研修など）にも供している。
- 全国の青少年教育施設・団体の相互の連携が行われるよう、連絡・協力の業務を行う。
- 青少年教育団体が実施する、子どもの体験活動の振興を図る活動、子どもを対象とする読書会の開催その他の子どもの読書活動の振興を図る活動、インターネットその他の高度情報通信ネットワークを通じて提供することができる子ども向けの教材の開発等の事業に対して助成金を交付する。

## 全国の運営施設
- 国立オリンピック記念青少年総合センター　（東京都渋谷区）
- 国立大雪青少年交流の家　（北海道上川郡美瑛町）
- 国立岩手山青少年交流の家　（岩手県滝沢市）
- 国立磐梯青少年交流の家　（福島県耶麻郡猪苗代町）
- 国立赤城青少年交流の家　（群馬県前橋市）
- 国立能登青少年交流の家　（石川県羽咋市）
- 国立乗鞍青少年交流の家　（岐阜県高山市）
- 国立中央青少年交流の家　（静岡県御殿場市）
- 国立淡路青少年交流の家　（兵庫県南あわじ市）
- 国立三瓶青少年交流の家　（島根県大田市）
- 国立江田島青少年交流の家　（広島県江田島市）
- 国立大洲青少年交流の家　（愛媛県大洲市）
- 国立阿蘇青少年交流の家　（熊本県阿蘇市）
- 国立沖縄青少年交流の家　（沖縄県島尻郡渡嘉敷村）
- 国立日高青少年自然の家　（北海道沙流郡日高町）
- 国立花山青少年自然の家　（宮城県栗原市）
- 国立那須甲子青少年自然の家　（福島県西白河郡西郷村）
- 国立信州高遠青少年自然の家　（長野県伊那市）
- 国立妙高青少年自然の家　（新潟県妙高市）
- 国立立山青少年自然の家　（富山県中新川郡立山町）
- 国立若狭湾青少年自然の家　（福井県小浜市）
- 国立曽爾青少年自然の家　（奈良県宇陀郡曽爾村）
- 国立吉備青少年自然の家　（岡山県加賀郡吉備中央町）
- 国立山口徳地青少年自然の家　（山口県山口市）
- 国立室戸青少年自然の家　（高知県室戸市）
- 国立夜須高原青少年自然の家　（福岡県朝倉郡筑前町）
- 国立諫早青少年自然の家　（長崎県諫早市）
- 国立大隅青少年自然の家　（鹿児島県鹿屋市）
- 国立中辺路青少年交流の家（和歌山県田辺市）

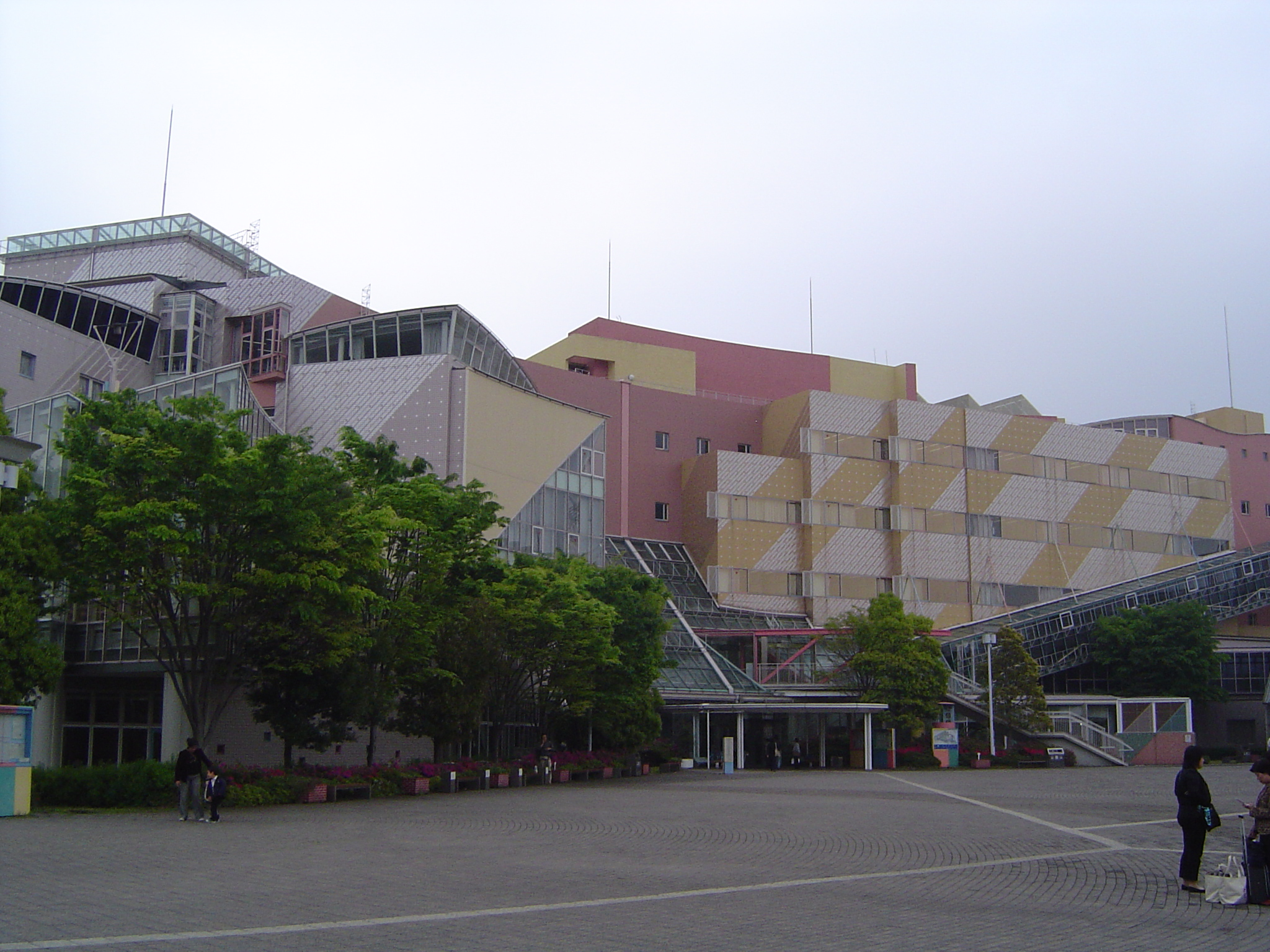
国立オリンピック記念青少年総合センター
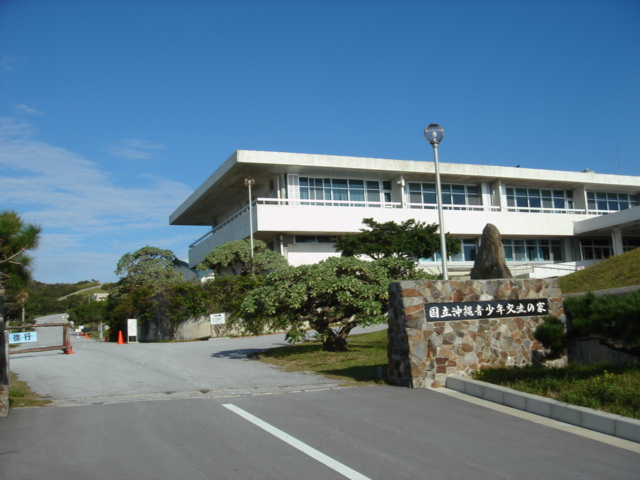
国立沖縄青少年交流の家